# Liebfrauenberg (Frankfurt am Main)
Der Liebfrauenberg in Frankfurt am Main ist ein Platz in der historischen Altstadt, der als einer der schönsten Plätze der Stadt gilt. Historisch war er der zweitgrößte nach dem Römerberg.

## Lage und Bedeutung

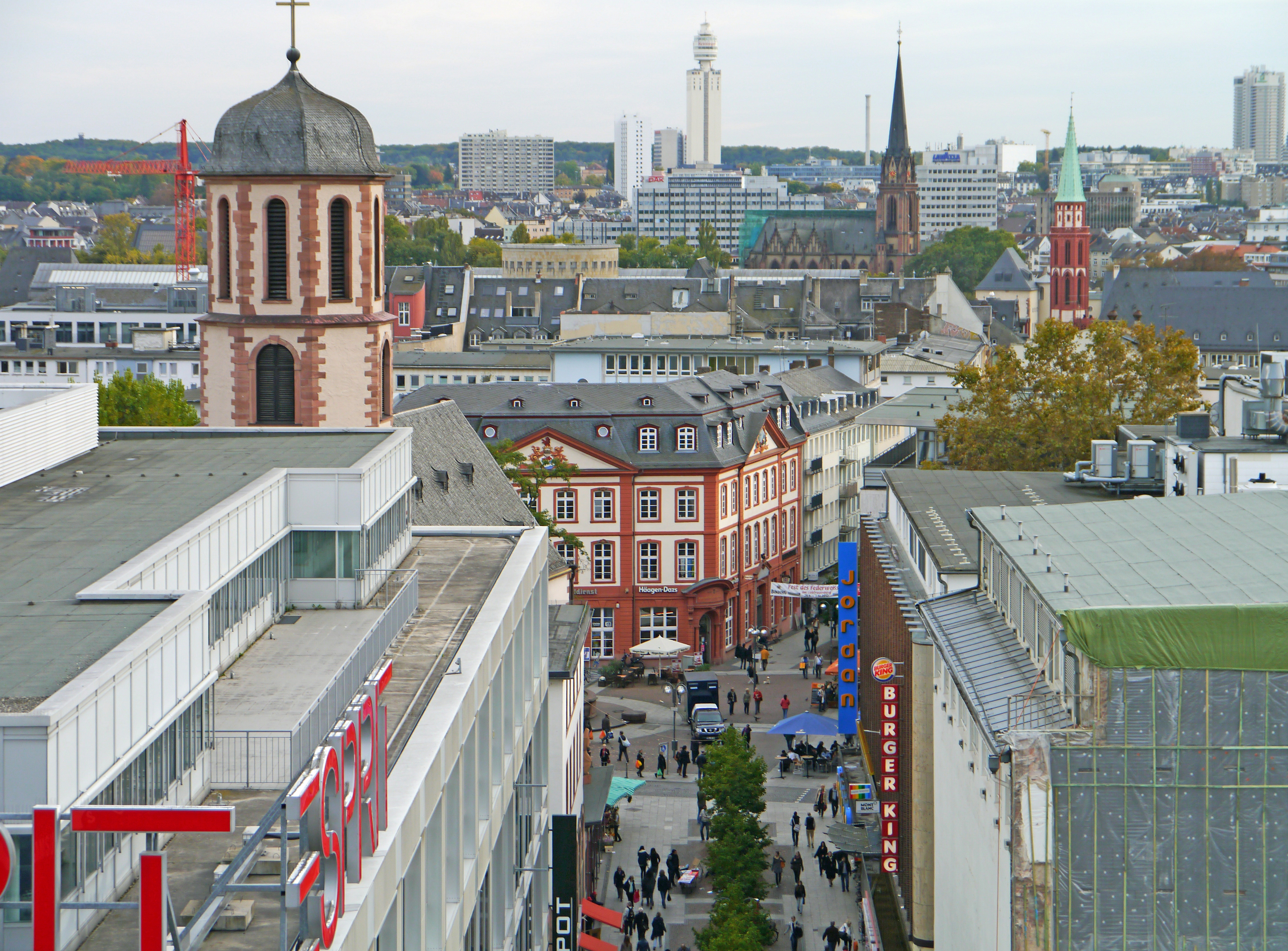
Von der Zeilgalerie, Blick auf Haus zum Paradies (2012)

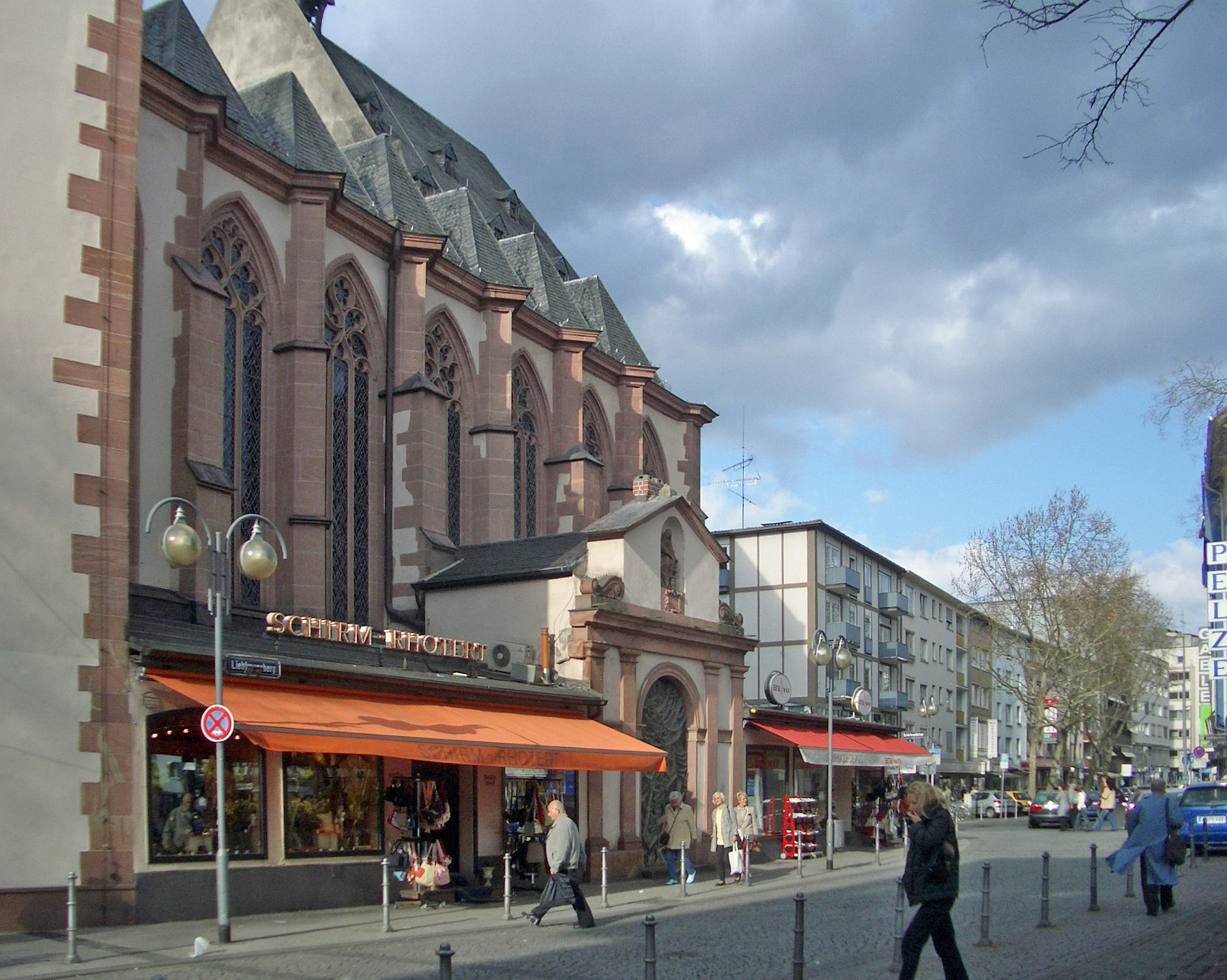
Liebfrauenkirche, Blick in die Töngesgasse am Liebfrauenberg in der nördlichen Altstadt Frankfurts

Der Liebfrauenberg liegt südöstlich der Hauptwache bzw. südlich der Haupteinkaufsstraße Zeil sowie nördlich von Paulsplatz, Paulskirche, Römerberg und Römer.
Der Platz stellt ein Bindeglied in einer der drei Nord-Süd-Achsen der Altstadt dar. Von ihm ausgehend verläuft die seit den 1960er Jahren als Fußgängerzone ausgewiesene Straße Neue Kräme in südlicher Richtung und stellt eine Verbindung zwischen Liebfrauenberg, Paulsplatz, Römerberg und dem ehemaligen Fahrtor zum früheren Hafen am Mainufer her.
An den Liebfrauenberg grenzen die Bleidenstraße, die Töngesgasse, die Neue Kräme und die Ziegelgasse. Der Platz liegt zudem in unmittelbarer Nähe der Frankfurter Kleinmarkthalle. Vom Liebfrauenberg führt die Töngesgasse nach Osten in Richtung Konstablerwache, die Bleidenstraße nach Westen zur Katharinenpforte, die Liebfrauenstraße als Fußgängerzone nach Norden zur Zeil.
Der Liebfrauenberg liegt im Mittelpunkt der nördlichen Altstadt. Er wird von der gotischen Liebfrauenkirche dominiert. Ihr gegenüber liegt das Haus zum Paradies, das der Stadt als eines der wenigen großen Gebäude aus der Zeit des Barock erhalten geblieben ist. Es grenzt als Eckhaus an den Liebfrauenberg und die Neue Kräme. In der Mitte des Liebfrauenberges steht ein großer Brunnen mit hoher Säule und Plastiken.

## Brunnen auf dem Liebfrauenberg
Im Zentrum eines ovalen Brunnenbeckens mit einer geschwungenen Brüstung und wulstigem Rand erhebt sich auf einem quadratischen Brunnenstock ein rustizierter Obelisk mit barocken Schmuckelementen. An den Seiten der hier durch die Glockengießer Johann Georg und Johannes Schneidewind eingelassenen Bronzetafeln gießen Moenus und Rhenus (Main und Rhein) aus Krügen Wasser in ausladende Muschelbecken, die auf den gekreuzten Körpern von Delphinen ruhen. Die Originale der Flussgott-Figurinen Moenus und Rhenus befinden sich im Park des Liebieghauses. Von den Muschelbecken herab strömt das Wasser in das eigentliche Brunnenbassin. Aus den Mäulern der Delphine strömt zusätzliches Wasser auf direktem Weg ins Bassin. Das Frankfurter Stadtwappen ziert die Front der Säule. Ihre Spitze trägt eine vergoldete Sonne.
Der Liebfrauenbrunnen bildet insbesondere im Sommer einen Anziehungspunkt für flanierende Touristen und Einheimische.
- Siehe auch: Liste von Brunnen in Frankfurt am Main

## Geschichte

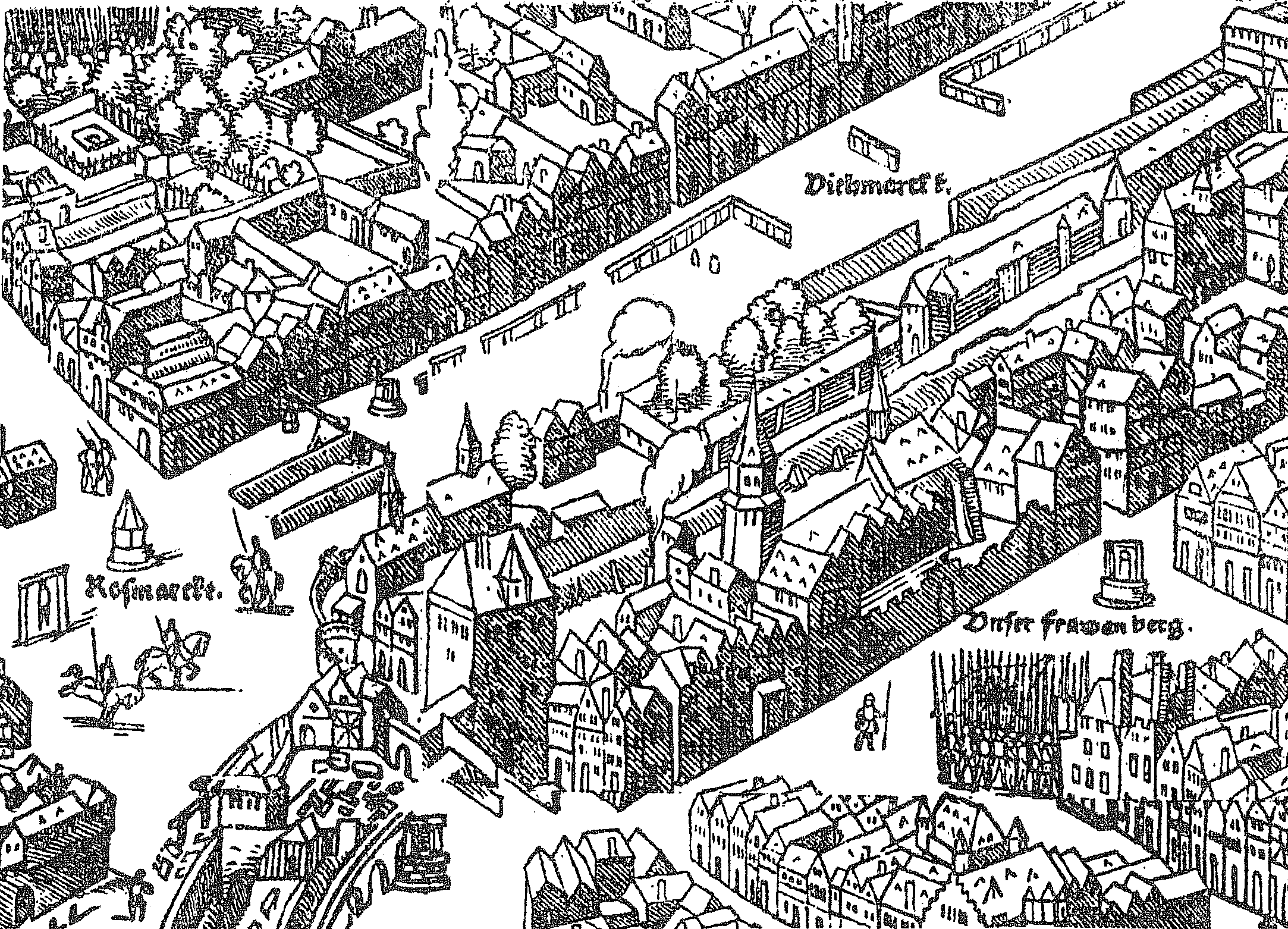
Unser frawen berg, der historische Liebfrauenberg mit Brunnen und Liebfrauenkirche im Jahr 1552, Belagerungsplan der Stadt Frankfurt von Conrad Faber von Creuznach, kleiner Ausschnitt

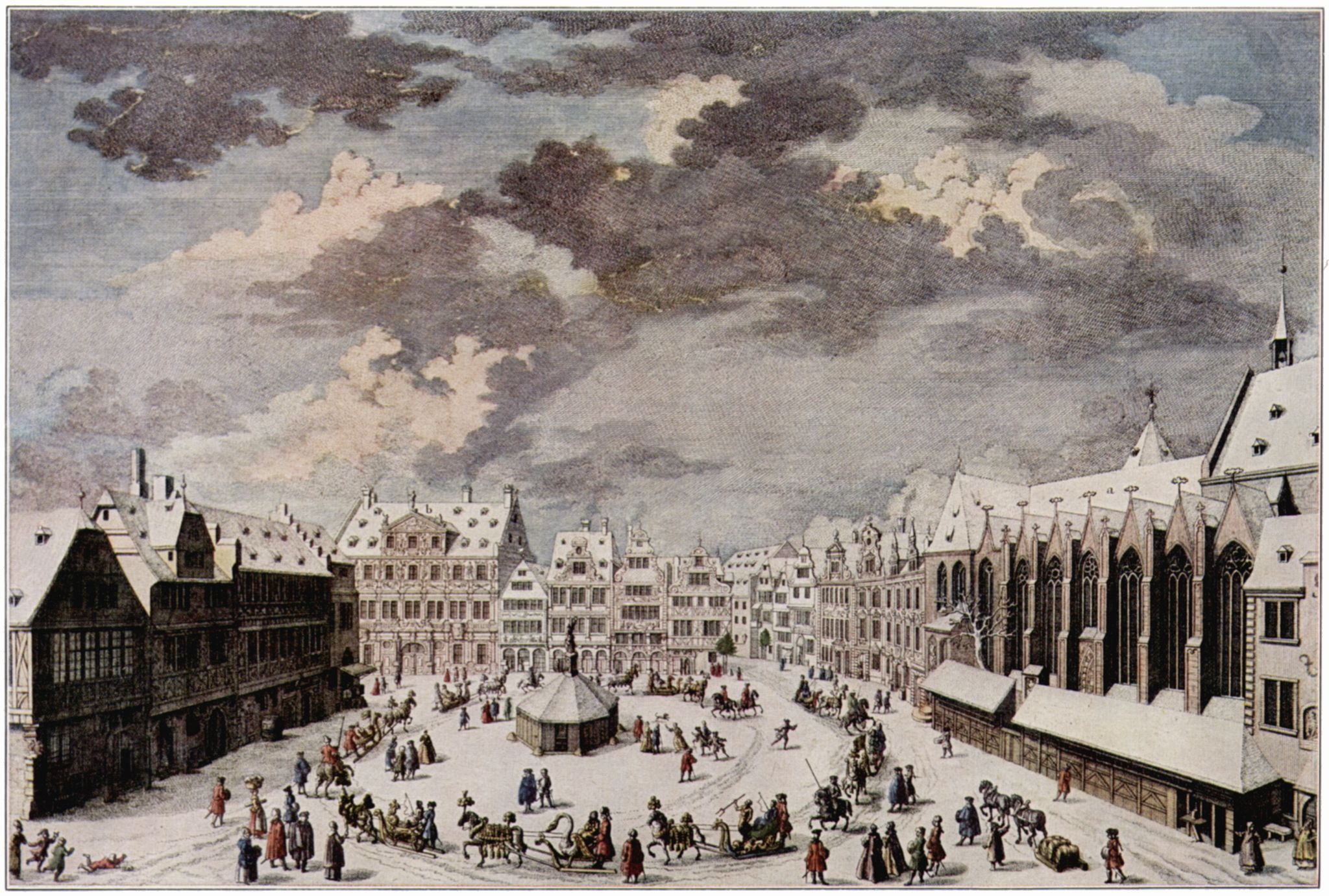
Liebfrauenberg 1738 Richtung Westen

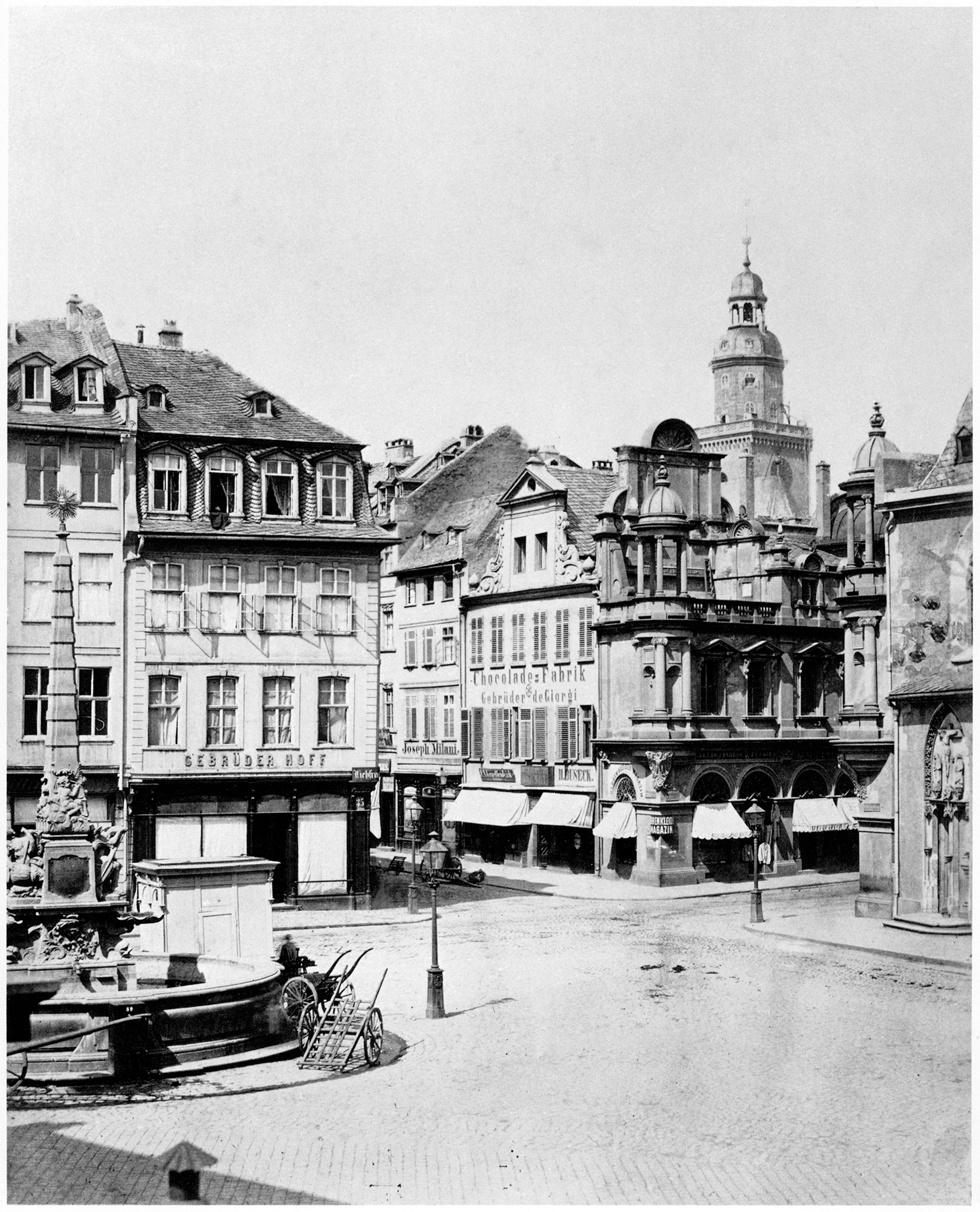
Der Liebfrauenberg 1873

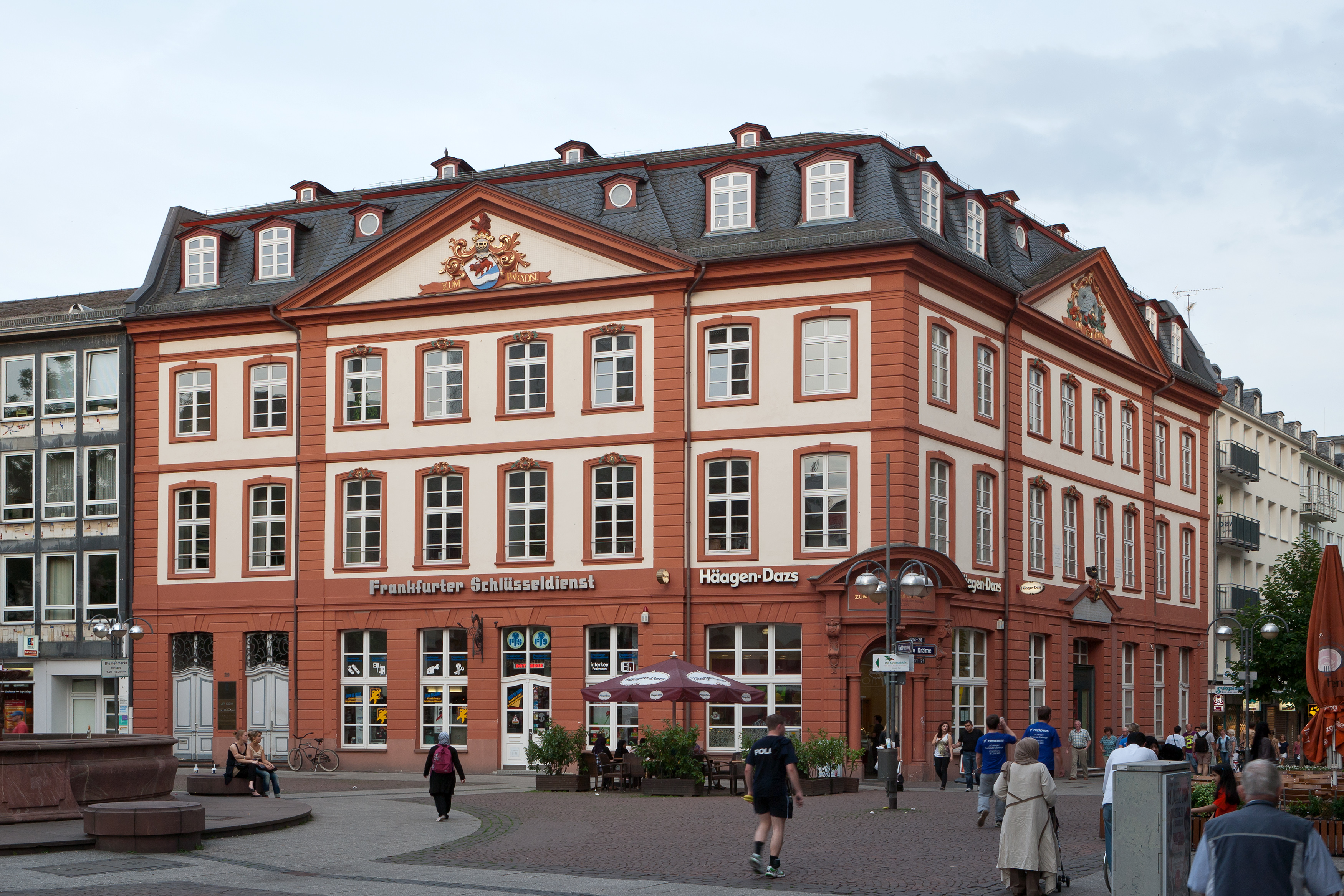
Das Haus zum Paradies ist das einzige erhaltene Haus aus der Zeit vor dem Zweiten Weltkrieg

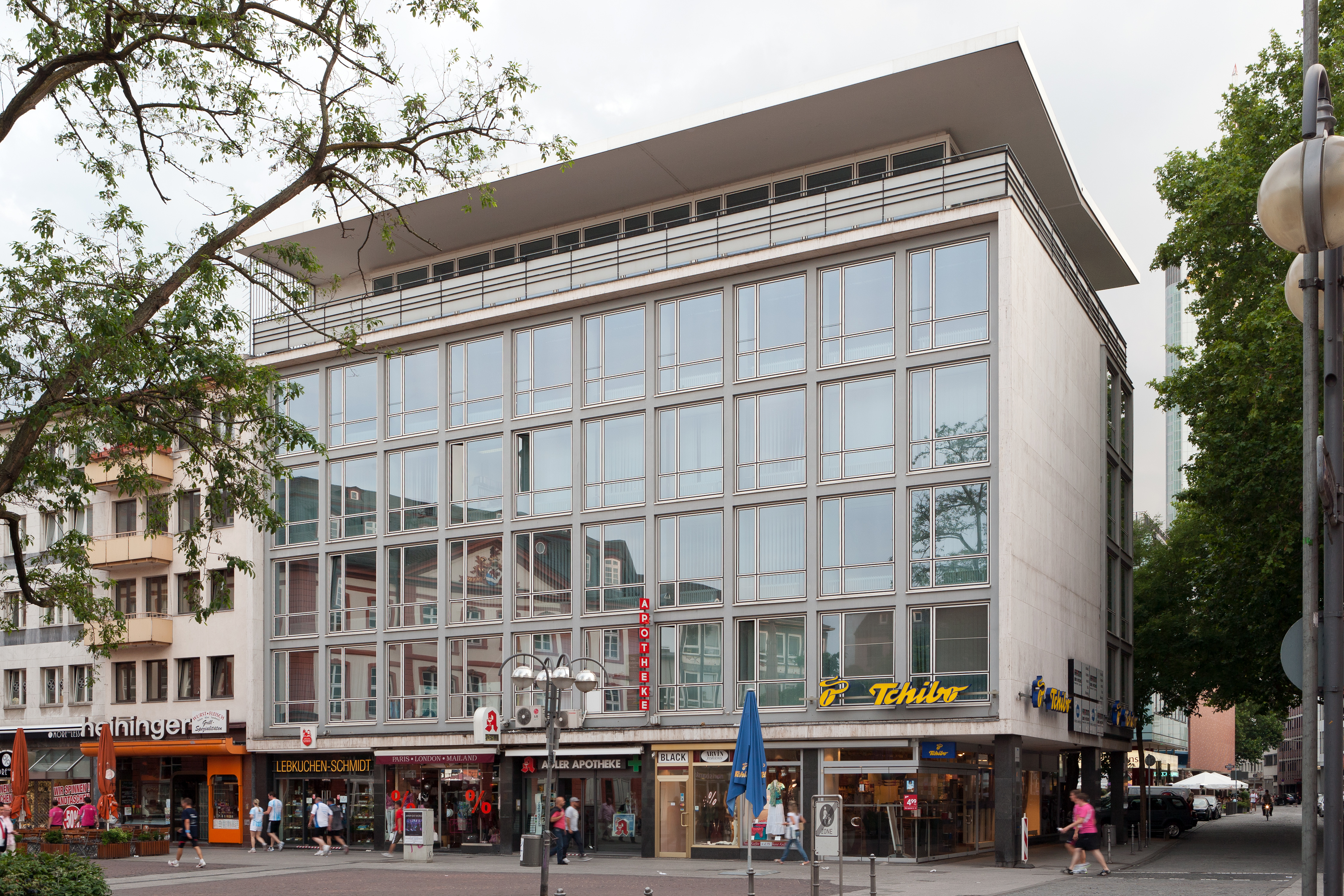
Bebauung am Liebfrauenberg aus der Nachkriegszeit

Im Mittelalter war der Liebfrauenberg einer der bedeutendsten Plätze der Frankfurter Altstadt, der zweitgrößte nach dem Römerberg. Hier wurden Gläser, Geschirr und andere Haushaltswaren angeboten. Der Name der den Platz tangierenden Straße Neue Kräme (von Kram, auch Neuer Markt) weist noch heute darauf hin. Die Neue Kräme erweiterte als Markt- und Messestraße den Alten Markt am Römerberg und war gleichzeitig eine wichtige Nord-Süd-Verbindung.
Direkt an der benachbarten Liebfrauenkirche verlief die heute nur noch in Fragmenten verbliebene Stadtmauer aus dem 12. Jahrhundert, die so genannte Staufenmauer. An der Westseite der Kirche, zur Liebfrauenstraße hin, lassen sich noch Reste dieser Mauer erkennen.
Der Liebfrauenberg liegt auf einem Gebiet zwischen der heutigen Berliner Straße und der Staufenmauer, einem Areal, das die Stadt im Zuge der zweiten Stadterweiterung im 12. Jahrhundert hinzugewann. Es unterscheidet sich vom Gewirr unregelmäßig angelegter Gassen der ursprünglichen Altstadt im Bereich der ehemaligen karolingischen Pfalz und des Kaiserdomes St. Bartholomäus durch ein nahezu rechtwinklig angelegtes Straßenraster. Im Viertel zwischen den Hauptstraßen Neue Kräme, Töngesgasse, Fahrgasse und Schnurgasse (letztere lag etwa im Verlauf der heutigen Berliner Straße) lagen beispielsweise zwölf kleine, parallel verlaufende, von Nord nach Süd führende Gässchen.
Der Liebfrauenberg wurde noch im 14. Jahrhundert zunächst als Rossebühel bezeichnet, ein Name, der sich in den Kontext des nahe gelegenen Rossmarktes fügt, weil dort jeweils Pferdemärkte stattfanden. Kaufleute suchten sich eine nahegelegene Unterkunft, um in den gotischen Hallen des Römers und am Alten Markt Handel treiben zu können. Dazu dienten das Steinerne Haus am Römerberg und der Nürnberger Hof nördlich des Römerbergs, östlich von Paulsplatz und Neuer Kräme.
Seit dem Jahr 1318 wird der Liebfrauenberg von einer kleinen Kapelle geprägt, gestiftet von Wigelo von Wanebach und seiner Frau Katharina von Hohenhaus. Die Kapelle hieß zunächst St. Katharinen, nach dem Stifter aber auch Wigelskapelle. Als sie 1325 erweitert und zum Stift erhoben wurde, ordnete der Erzbischof von Mainz ihre Umbenennung in Zu Unserer Lieben Frau bzw. in Marienkirche an. Der Liebfrauenberg wurde schon 1416 gepflastert. Ab 1490 hielt man dort den Ochsenmarkt ab.
Zum Ende des 15. Jahrhunderts wurde auf dem Platz ein Brunnen errichtet. Ausweislich des Belagerungsplanes von 1552 handelte es sich dabei um einen runden Ziehbrunnen, an dem sich die Bewohner der umliegenden Häuser mit Wasser versorgen konnten. Auf diesem Plan der Stadt Frankfurt von Conrad Faber von Creuznach wird der Rossebühel bereits als Unser frawen berg bezeichnet, als Unser Frauen Berg. Im Volksmund bekam der Platz später in Anlehnung an die Kirche den Namen Liebfrauenberg. 1573 scheiterte der Versuch, dort eine Messe für die Kaufleute zu etablieren und Messestände zu errichten. Die Nachfrage fehlte. Doch der Platz blieb ein zentraler und beliebter Ort, an dem das städtische Leben pulsierte.
Der Ziehbrunnen wurde im Jahr 1594 zu einem Springbrunnen umgestaltet. 1769 wurde dieser Springbrunnen wegen Baufälligkeit abgerissen und 1770 durch den Bildhauer Johann Michael Datzerat nach einem Plan von Stadtbaumeister Johann Andreas Liebhardt (1713–1788) im Stil des Spätbarock in Sandstein geschaffen und neu errichtet.
Durch einen Straßendurchbruch wurde im Jahr 1855 eine Verbindung vom Liebfrauenberg zur Zeil geschaffen. Zuvor gab es entlang der ehemaligen Staufenmauer zwischen Bockenheimer Pforte und Friedberger Pforte keine Verbindung zwischen Alt- und Neustadt.
1944 wurde die historische Frankfurter Altstadt durch die Luftangriffe auf Frankfurt am Main und daraus entstehende Feuerstürme weitestgehend zerstört, so auch die meisten Gebäude um den Liebfrauenberg. Nur einige massivere, während der Gründerzeit erbaute Geschäftshäuser, überstanden das Inferno. Die Liebfrauenkirche wurde erst 1956 wiedererrichtet.
Während des Zweiten Weltkrieges wurde der Brunnen auf dem Liebfrauenberg mit seinem Obelisken durch ein stabiles hölzernes Konstrukt geschützt, das jedoch hauptsächlich die Plastiken vor Zerstörung bewahren sollte. Der obere Teil des Obelisken und das Brunnenbecken blieben frei und somit ungeschützt, jedoch auf wundersame Weise von den Fliegerbomben der Luftangriffe auf Frankfurt am Main verschont.
Als der Brunnen in den 1960er Jahren Auflösungserscheinungen zeigte, wurden die Figuren und die Säule 1970 von dem Bildhauer Kurt Zobel kopiert und neu errichtet. Seit Juli 1973 lässt die Stadtverwaltung wieder Wasser in den Brunnen fließen.

## Veranstaltungen
Am Liebfrauenberg findet in der warmen Jahreshälfte unter anderem ein Blumenmarkt statt. In der Adventszeit gehört das Areal zum Schauplatz des Frankfurter Weihnachtsmarktes, der sich durch die gesamte Neue Kräme über den Liebfrauenberg und Paulsplatz bis zum Römerberg und an den Main hinunter zieht.

## Geschäfte und Gastronomie

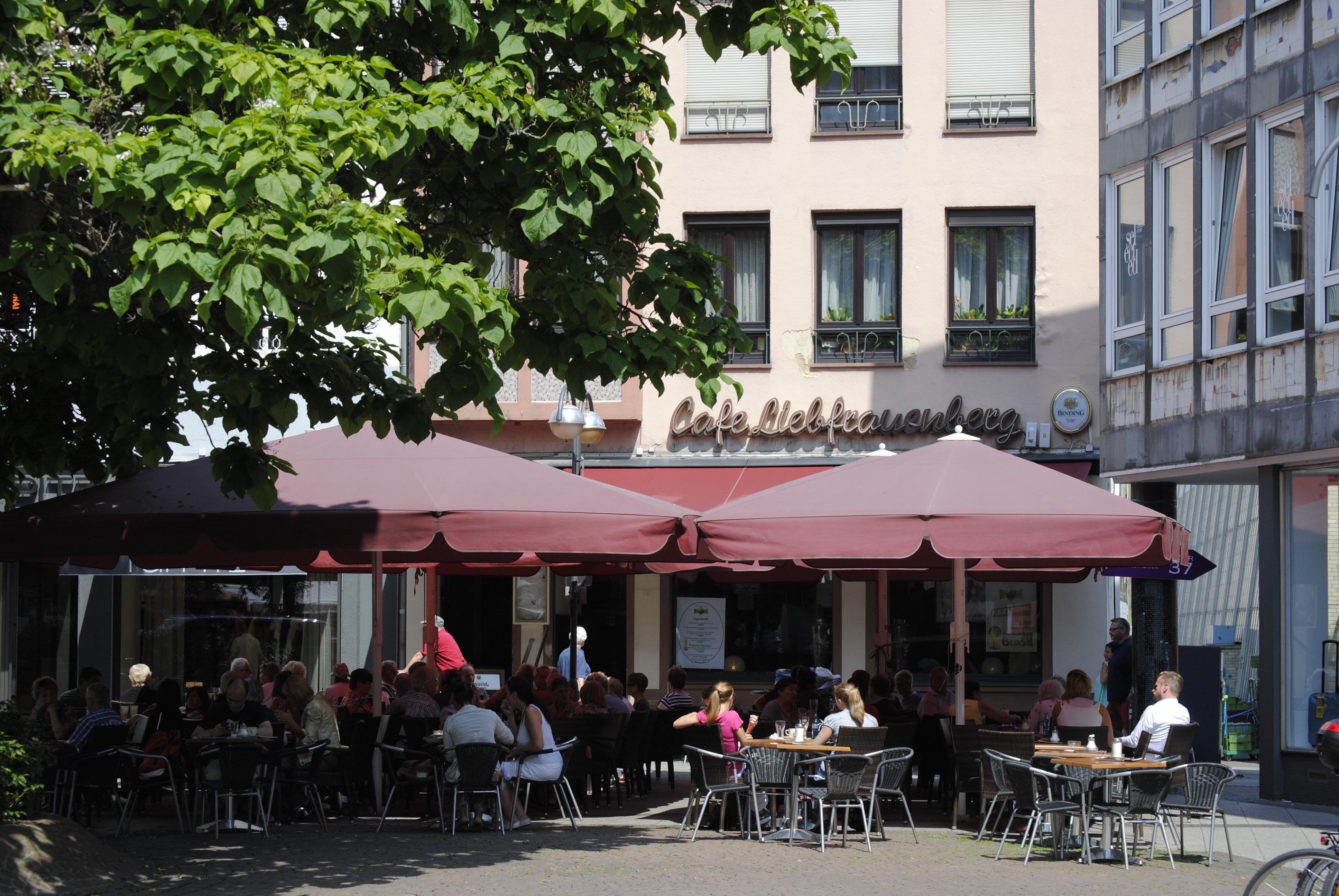
Café am Liebfrauenberg

Um den Liebfrauenberg herum gruppieren sich Geschäfte, die Filiale eines Kreditinstitutes, eine Apotheke und Gastronomiebetriebe. Cafés bieten je nach Witterung auf dem Platz Sitzgelegenheiten an, darunter ein Eissalon. Eine Metzgerei bietet kalte und warme Speisen zum Mitnehmen oder Vor-Ort-Verzehr an.

## Verkehrsanbindung
Der Liebfrauenberg besitzt keine direkte Anbindung an den öffentlichen Nahverkehr. Die nächsten Haltestellen befinden sich mit den S-Bahn-Linien S1 bis S6, S8 und S9 sowie den U-Bahn-Linien U1 bis U3 sowie U6 bis U8 unterirdisch an der nordwestlich gelegenen Hauptwache sowie mit den Straßenbahnlinien 11 und 12 an deren Haltestelle Römer/Paulskirche in der südlich gelegenen Braubachstraße. Von beiden Stationen ergibt sich ein Fußweg von ungefähr 5 – 8 Minuten.